# Indian Island
Indian Island est une île du comté de Jefferson dans l'État de Washington aux États-Unis. L'île est rattachée administrativement à l'île voisine de Marrowstone. Elle est située à proximité de la péninsule Olympique entre la baie de Port Townsend et Kilisut Harbour.
Jusqu'à la construction du canal maritime de Port Townsend (également connu sous le nom de canal de Portage), Indian Island était reliée au continent par un large marais de sable. L’ensemble de l’île a une superficie de 11,28 km2 et une population de 44 personnes au recensement de 2000.

## Source
- (en) Cet article est partiellement ou en totalité issu de l’article de Wikipédia en anglais intitulé « Indian Island, Washington » (voir la liste des auteurs).